# Moe Pratt
Moe Pratt ou selon les orthographes Moe Pratti, Mwe Pratt, Mwe Pratta est un souverain du royaume de Loango qui s'est assis sur le trône en 1885. 

## Biographie
Il fut un membre de la lignée royale Nkata. Moe Pratt fut destitué pour avoir tué sa propre fille qui l'avait vue mangé. Son règne fut évidemment bref puisqu'il cessa l'année même de son couronnement en 1885,.
Pratt signifie "objet précieux" en langue vili.